# 헤르닝시

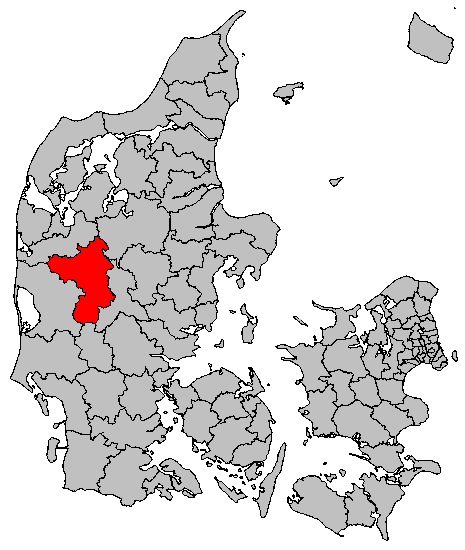
헤르닝 시의 위치

헤르닝시(덴마크어: Herning Kommune)는 덴마크 중앙윌란 지역에 위치한 지방 자치체로 행정 중심지는 헤르닝이며 면적은 1,322.87km2, 인구는 86,813명(2014년 4월 1일 기준)이다. 윌란반도 중서부에 위치한다.